# Alicún de Ortega
Alicún de Ortega è un comune spagnolo di 638 abitanti situato nella provincia di Granada.